# Thibaud Gaudin
Thibaud Gaudin (1229? – 1292. április 16.) 1291-től 1292-ben bekövetkezett haláláig a templomosok nagymestere volt. 

## Élete
Thibaud Gaudin-nek a renden belüli története leginkább misztikusnak nevezhető. Franciaországban Chartres vagy Blois területén nemes család fiaként jött a napvilágra. Már jóval 1260 előtt belépett a rendbe, mert ekkor került börtönbe egy Tiberiasban történt támadás miatt.
1279-ben Sir Thibaud volt „Jeruzsálem Földjének parancsnoka”, ami a templomosok hierarchiájában a negyedik legfontosabb szerep volt. 1291-ben Guillaume de Beaujeu oldalán harcolt, hogy Al-Ashraf Khalil mameluk szultán félelmetes serege ellen megvédje Akkót. Május 18-án, Guillaume de Beaujeu halála után Gaudin a városban maradt. A lovagrend városban maradt tagjai, férfiak, nők és gyermekek menedéket találtak a Templomban, a templomosok legnagyobb építményében. Pierre de Sevry, a rend marsallja,  Thibaud Gaudin, a rend pénztárnoka és az ő embereik a végsőkig védték Akkót. Miután egy hétig sikertelenül próbálkozott Al-Ashraf Khalil bevenni a városát, felajánlotta a marsalnak, hogy minden vagyonával elhajózhat Ciprusra.  Pierre de Sevry ebbe beleegyezett. Egy emírnek és 100 mameluknak megengedték, hogy belépjenek a városba, de ott ők elkezdték molesztálni a nőket és a fiúkat. Ezen feldühödve a lovagok kiűzték a mamelukokat, és ismét elbarikádozták magukat. Ezen az éjszakán Pierre a rend kincseit parancsnokával, Thibaud Gaudin-nel és pár nem harcolóval elküldte egy csónakon. Akko másnap elesett.
Thibaud Gaudin pár lovaggal Szidónba érkezett, ahol Nagymesterré választották. A templomosok úgy döntöttek ott maradnak, de mikor rájöttek, hogy nincs elég erőforrásuk a város megvédésére, elhagyták azt, és a Tenger Kastélyába költöztek. Thibaud Gaudin abban a reményben ment Ciprusra, hogy erősítést gyűjtsön. Sokak szemében ez a gyávaság jele volt. A templomosok bátran harcoltak, de amint a mérnökök elkezdtek gyalogutat építeni, ők elhajóztak Tortosába. 1291. július 14-én Al-Shujâi emír behatolt a kastélyba, és elrendelte annak lerombolását. Az erősítés soha nem érkezett meg. Bejrút július 21-én elesett, Ibelins kastélya és annak falai teljesen leomlottak. A szultán július 30-án foglalta el Haifát, a karmeliták kolostorát pedig leromboltatta. Augusztus elején a franciák már csak két megerősített város felett rendelkeztek, és mindkettőt a templomosok foglalták el. A helyőrség azonban túl gyenge volt ahhoz, hogy egy ostromnak nekiugorjanak, így, Tortosát augusztus 3-án, Athlitot augusztus 14-én kiürítették. Tortosától 2 mérföldre, a tengerparti Ruad erődítménybe húzódtak vissza, amit 1304-ig meg tudtak tartani, mikoris a rend veszélybe került. 
1291. októberben a rend általános ülését tartották Cipruson. Ez a találkozó megerősítette Thibaud Gaudin nagymesterré való kinevezését, és új embereket szavaztak meg a rend hierarchiájának tetejére.  Ebből az alkalomból Jacques de Molay-t marsallá, az Akkónál meghalt Pierre de Sevry utódjává nevezték ki. Thibaud Gaudin az utóbbi csatákban elszenvedett vereségek után megpróbálta elismerni a Templomosok cselekedeteit. Ezen felül meg kellett védenie a körbe kerített török szeldzsukoktól az Örmény Királyságot és a menekültektől ellepett Ciprus szigetét. A feladat azonban ijesztően hathatott Thibaud Gaudin-re. 1292-ben meghalt, és hatalmas újjáépítési munkákat hagyott hátra örökösének.